# Kokonmäki
Kokonmäki är en kulle i Finland. Den ligger i Maaninka i landskapet Norra Savolax, i den centrala delen av landet, 300 km norr om huvudstaden Helsingfors. Toppen på Kokonmäki är 161 meter över havet.
Terrängen runt Kokonmäki är huvudsakligen platt. Runt Kokonmäki är det ganska tätbefolkat, med 108 invånare per kvadratkilometer. Närmaste större samhälle är Maaninka, 13,8 km norr om Kokonmäki. I omgivningarna runt Kokonmäki växer i huvudsak blandskog.